# Kati jezik
Kati jezik (bashgali, kativiri, nuristani; ISO 639-3: bsh), indoarijski jezik nuristanske podskupine, kojim govori ukupno 19 400 ljudi u Afganistanu i Pakistanu. Većina govornika živi u Afganistanu (15 000; 1994) u dolini Bashgal, a ostali u Chitralu, Pakistan.
Etnička grupa Bašgari (Bashgari) svoj jezik zove bashgali ili kati. Ima dva glavna dijalekta, istočni kativiri (shekhani) i zapadni kativiri, dok je mumviri možda poseban jezik.

## Vanjske poveznice
- Ethnologue (14th)
- Ethnologue (15th)